# Kenny Gillet
Kenny Gillet, född 3 januari 1986, är en fransk fotbollsspelare. Gillet är vänsterback men kan även spela innerback.
Gillet startade karriären i SM Caen i hemlandet Frankrike. Han släpptes av klubben och bestämde sig för att prova lyckan i England där vännen och fotbollsproffset Gael Clichy levde. Clichy spelade för Arsenal och fransmännen bodde en tid tillsammans i London..
Gillet provspelade för Barnet FC under sommaren och fick kontrakt med klubben. Under en träningsmatch mot Watford FC imponerad Gillet så pass mycket att the Hornets var beredda att ge honom ett kontraktsförslag, men Gillet valde Barnet FC då det var där som det fanns störst chans till speltid.